# جوناثان تورو
جوناثان تورو (بالإسبانية: Jonathan Rubio) (21 أكتوبر 1996 بسان بيدرو سولا في هندوراس - ) هو لاعب كرة قدم هندوراسي في مركز الهجوم. لعب مع نادي جل فيسنتي ونادي هويسكا.

## وصلات خارجية
- جوناثان تورو على موقع قاعدة بيانات كرة القدم.إي يو (الإنجليزية)
- جوناثان تورو على موقع ناشيونال فوتبول تيمز (الإنجليزية)
- جوناثان تورو على موقع Soccerway.com (الإنجليزية)